# Tractat d'Arras (1435)
Pel tractat d'Arras, signat el 20 de setembre de 1435, el rei Carles VII de França cedia les ciutats de la Somme, el comtat de Mâcon i el comtat d'Auxerre a Felip III de Borgonya i posava fi a la Guerra Civil entre Armagnacs i Borgonyons, dins del marc de la Guerra dels Cent Anys.
El tractat va ser el resultat del Congrés d'Arras, una reunió diplomàtica establerta a Arras el 1435 entre els representants d'Anglaterra, França i Borgonya. Tant en el Congrés com el tractat d'Arras varen representar fracassos diplomàtics per Anglaterra i un gran èxit per a França.
La conferència d'Arras és la primera conferència europea. A més a més de França, de la qual la delegació fou portada pel duc de Bourbon i el mariscal de La Fayette, i Borgonya, encapçalada pel duc Felip en persona, va assistir l'emperador Segimon de Luxemburg, el mediador Amadeu VIII de Savoia, una delegació anglesa, els representants dels reis de Polònia, de Castilla, d'Aragon…
El tractat donava una independència de fet al ducat de Borgonya. Més precisament, el duc de Borgonya continuava sent vassall del rei de França però estava dispensat de l'homenatge. A canvi, Carles VII obtenia una sola cosa, prou important per justificar tots aquests sacrificis: el reconeixement del seu títol de rei de França.
L'11 de desembre de 1435, el rei Carles VII va jurar respectar escrupolosament totes les clàusules del tractat d'Arras davant el duc de Borgonya, representat amb Guy III de Pontailler (de nom Guyard), mariscal de Borgonya (comandant en cap de l'exèrcit borgonyó), senyor de Talmay, Heuilley-sur-Saône i altres indrets.
Les ciutats de la Somme varen ser recomprades per Lluís XI de França a Felip III. Carles el Temerari lluitaria més tard per obtenir una independència total i per poder crear el regne de Borgonya, però es va alinear amb els habitants de Flandes, Alsàcia i els Suïssos i va trobar la mort enfront del duc Renat II de Lorena a la batalla de Nancy (1477) sense haver realitzat el seu somni. Lluís XI n'aprofitarà per recuperar la meitat del ducat.